# GWM Ora 07
Der Ora Shandianmao (chinesisch 欧拉闪电猫, Pinyin Ōulā shǎndiàn māo) oder Ora Lightning Cat ist eine batterieelektrisch angetriebene Limousine der Marke Ora von Great Wall Motor. Er war 2021 als Konzept gezeigt worden und wurde im Oktober 2022 in China auf den Markt gebracht. Auf einigen Märkten, beispielsweise Australien, wird der Wagen als Ora Sport angeboten. Der Marktstart in Deutschland erfolgte im Juni 2024. Ende November 2023 entschied sich Great Wall Motor in Europa für eine Umbenennung der Ora-Modellpalette. In der Folge wurde das Modell hier als GWM Ora 07 eingeführt.
Die Kombi-Version Touring wurde auf der Shanghai Auto Show im April 2025 gezeigt.

## Technik
Der cw-Wert des Fahrzeugs, dessen Design an den Porsche Panamera erinnert, wird mit 0,22 angegeben. Der Wagen hat ein Panoramadach, die Fenster der Türen sind rahmenlos. Über 70 km/h fährt ein Heckspoiler aus. Die Radgröße beträgt in Europa 19 Zoll.
Der Shandianmao basiert auf der Lemon-Plattform von Ora und wird mit Vorder- und Allradantrieb gebaut. Das Drehmoment des Elektromotors beträgt pro Achse 340 Nm. Die Reichweite der stärkeren Version mit 83,5-kWh-Akku und Allradantrieb beträgt gemäß WLTP 520 km, nach dem weniger anspruchsvollen China Light-Duty Vehicle Test Cycle (CLTC) sind es 600 km. Beim schwächeren Einstiegsmodell mit 64,3-kWh-Akku und Vorderradantrieb sind es 440 km nach WLTP bzw. 555 km nach CLTC. Zudem gibt es die vorne angetriebene Version auch mit dem 83,5-kWh-Akku. Hier wird die Reichweite nach WLTP mit 570 km bzw. nach CLTC mit 705 km angegeben. Der Importeur nannte 2023 einen Verbrauch von 20,5 kWh/100 km.
Neun Kameras und weitere Sensoren überwachen das Auto rundum und erkennen auch 15 mal 10 Zentimeter große Hindernisse, die bis zu 50 Meter entfernt sind. Einige Funktionen des Wagens können mit dem Smartphone ferngesteuert werden. Weiter steht eine Sprachsteuerung zur Verfügung. Darüber hinaus sind die Sitze belüftet. Es wird ein Harman/Kardon-Soundsystem mit 11 Lautsprechern verwendet.

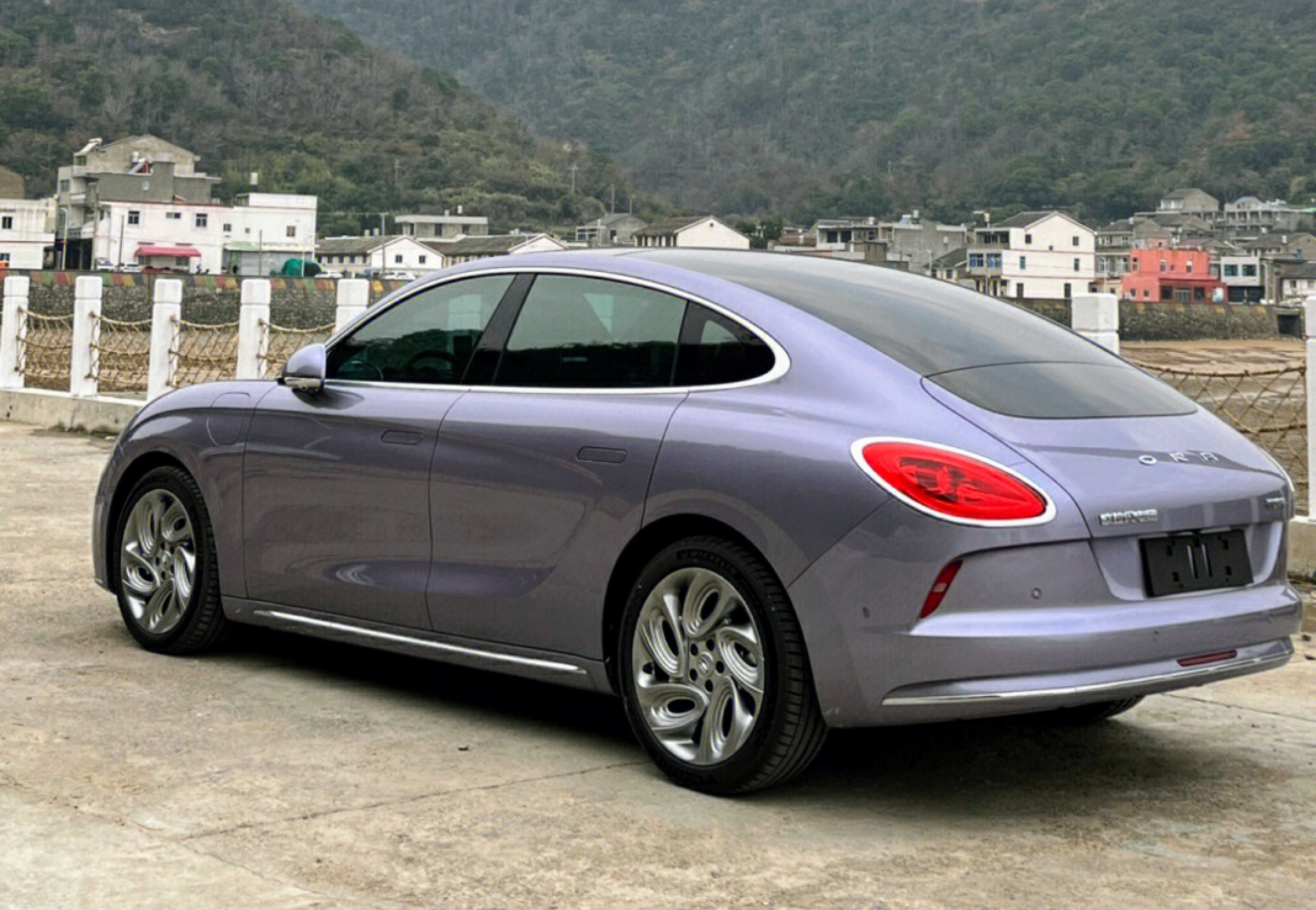
Ora Shandianmao, seit 2022
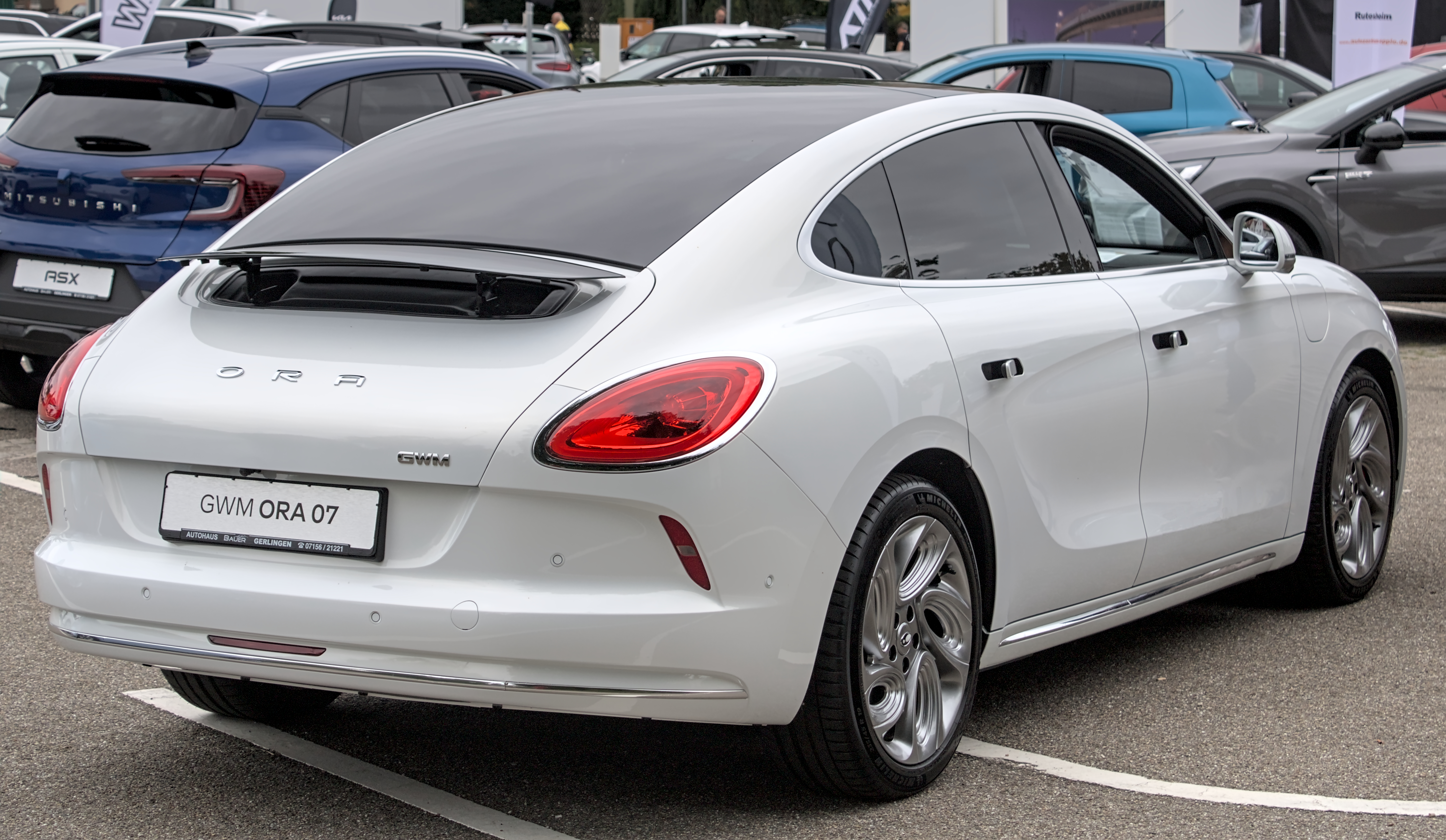
GWM Ora 07, Heckansicht, seit 2024
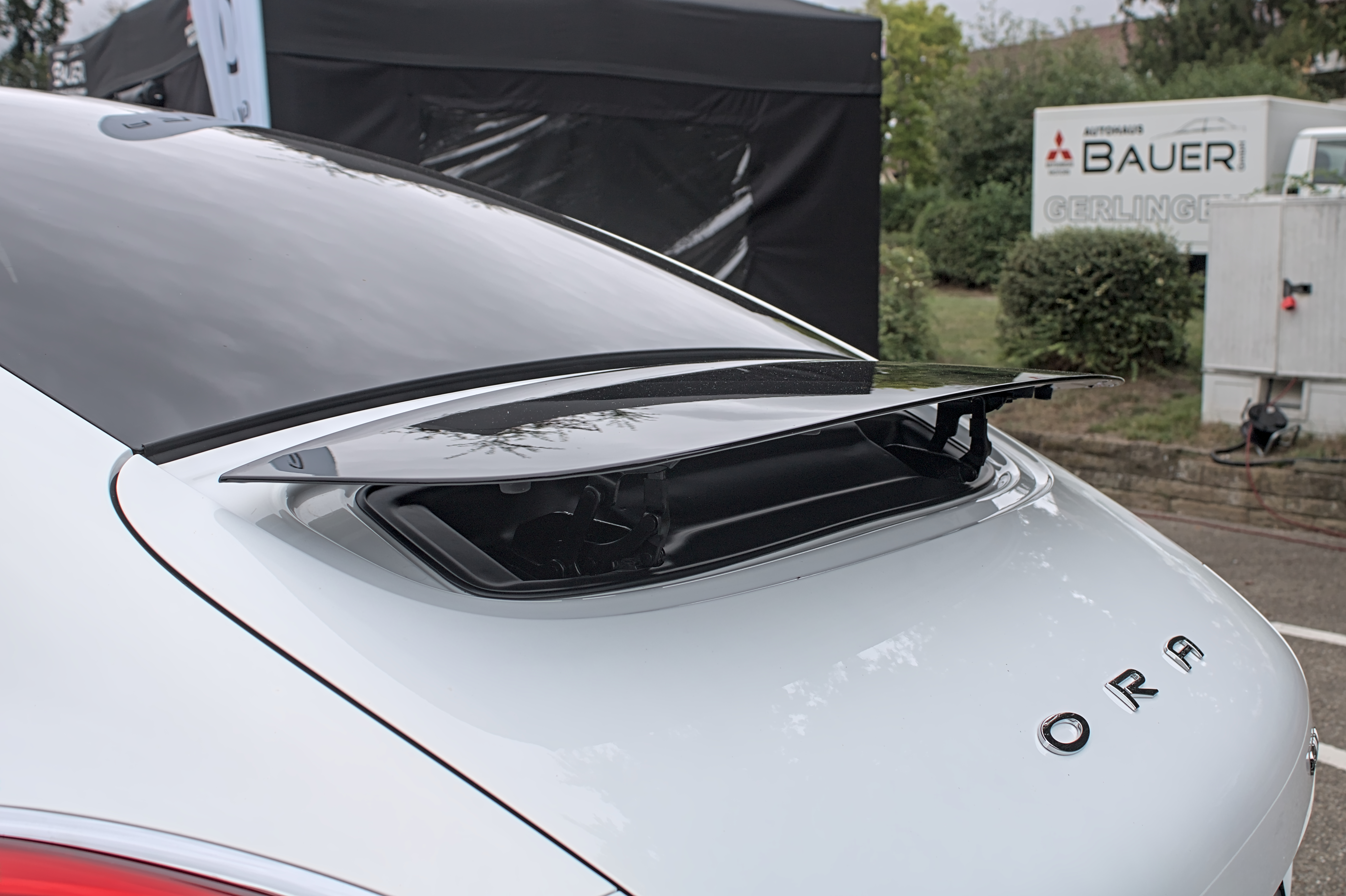
Heckspoiler
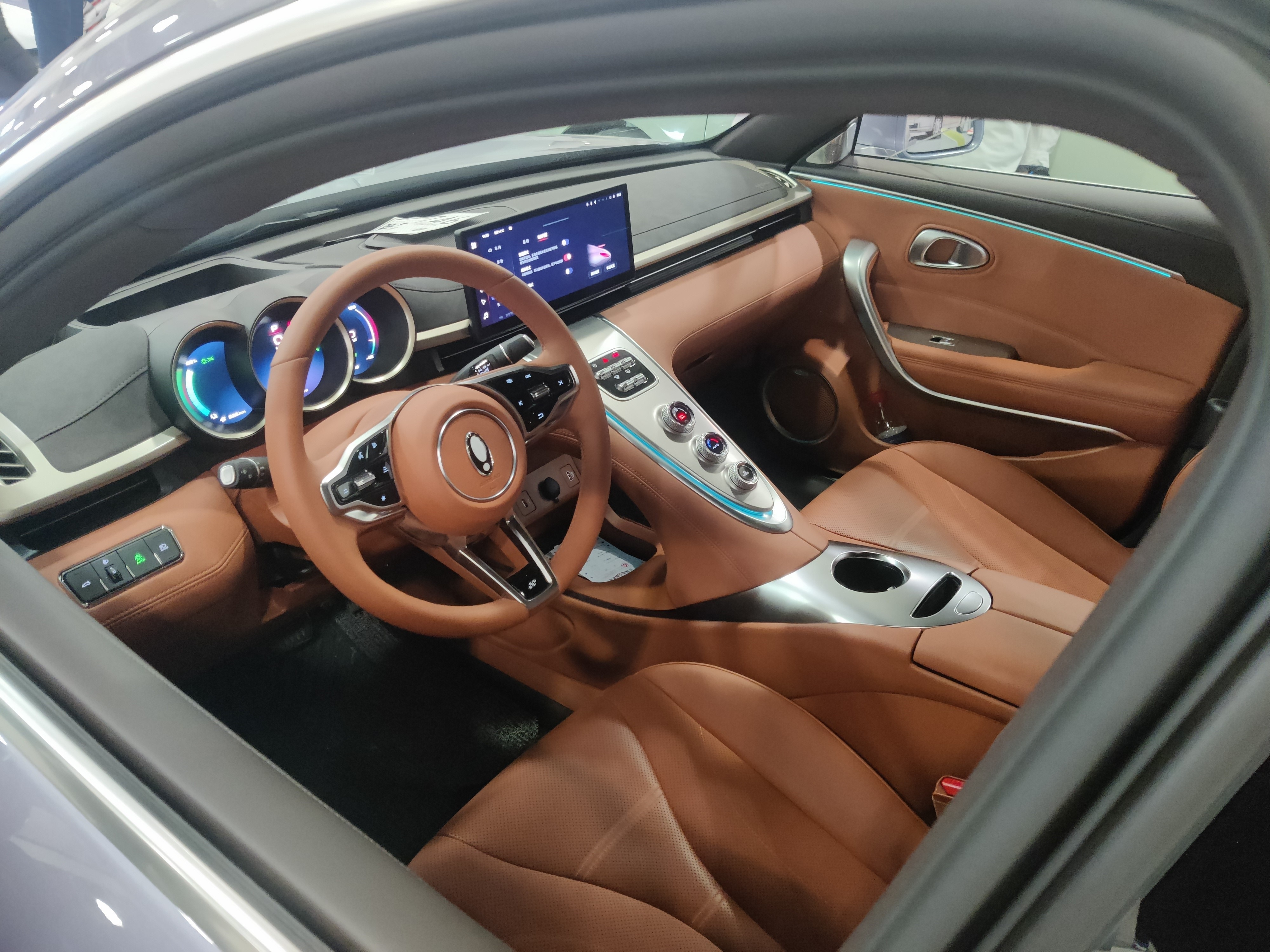
Innenraum
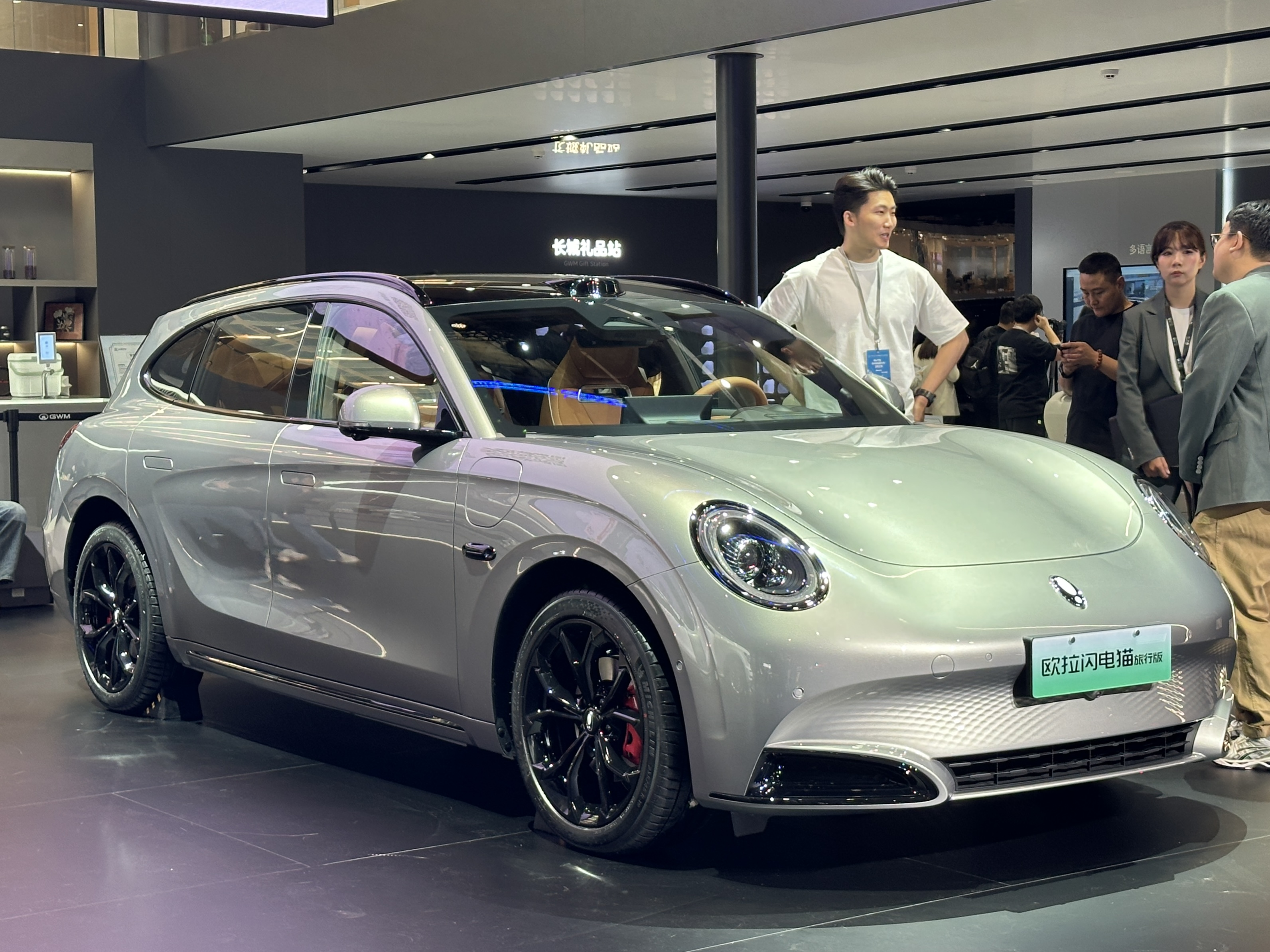
Ora Lightning Cat Touring auf der Shanghai Auto Show 2025
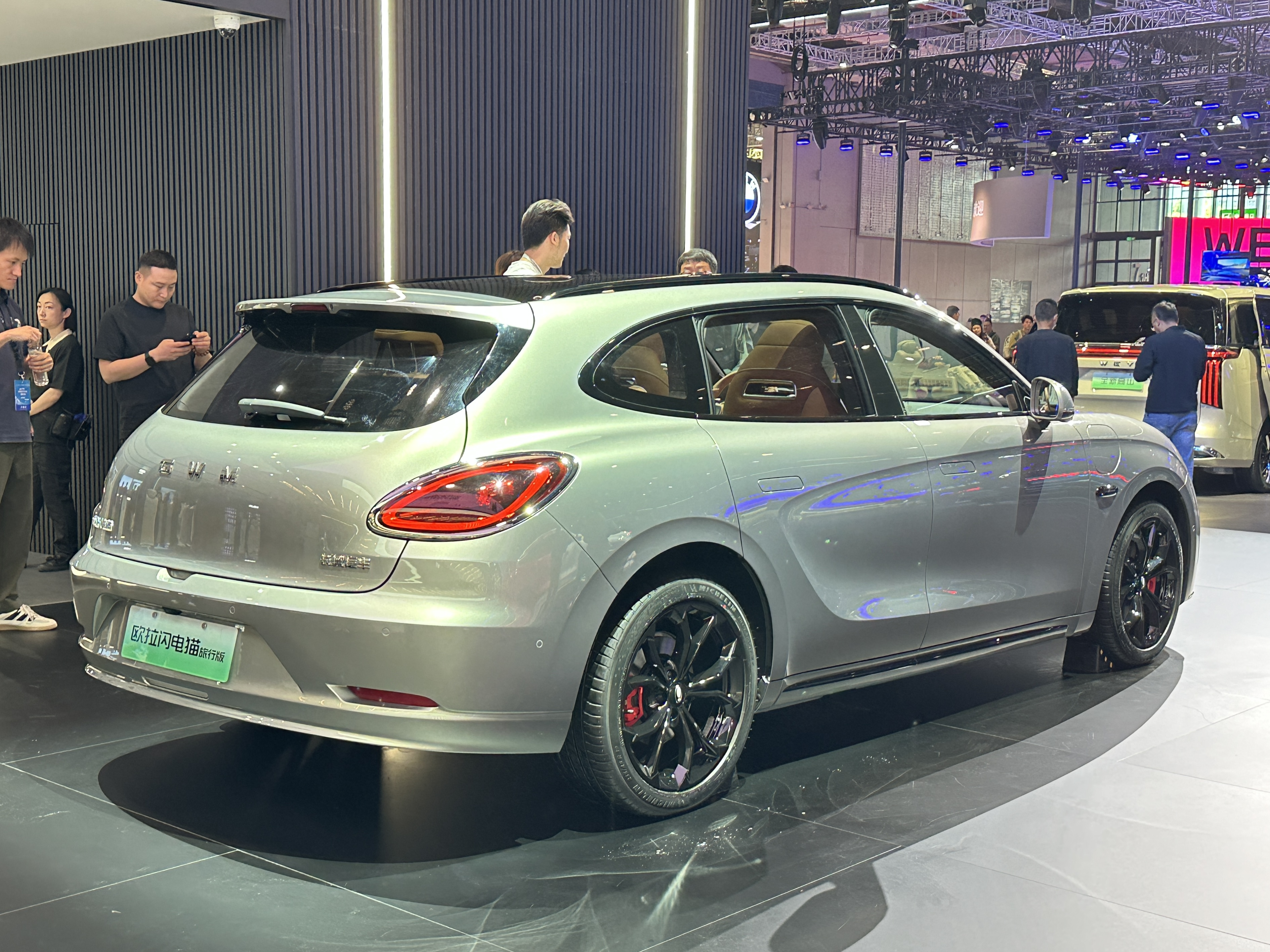
Heckansicht

## Zulassungszahlen in Deutschland
Seit dem Marktstart bis einschließlich Dezember 2024 sind in Deutschland insgesamt 89 GWM Ora 07 neu zugelassen worden, 53 davon mit Allradantrieb.
| 36 \| \| |
|          |

|  |

| 53 \| \| |
|          |

|  |

| 36 \| \| |
|          |

|  |

| 53 \| \| |
|          |

|  |

| 36 \| \| |
|          |

|  |

| 53 \| \| |
|          |

|  |

| 36 \| \| |
|          |

|  |

| 53 \| \| |
|          |

|  |

| 36 \| \| |
|          |

|  |

| 53 \| \| |
|          |

|  |

| 36 \| \| |
|          |

|  |

| 53 \| \| |
|          |

|  |

| 36 \| \| |
|          |

|  |

| 53 \| \| |
|          |

|  |

| 36 \| \| |
|          |

|  |

| 53 \| \| |
|          |

|  |

|  | Hinterradantrieb |

|  | Hinterradantrieb |

|  | Allradantrieb |

|  | Allradantrieb |